# Rockwell (cantante)
Rockwell, pseudonimo di Kennedy William Gordy (Detroit, 15 marzo 1964), è un compositore ed ex cantante statunitense.

## Biografia
Rockwell è il figlio di Berry Gordy, fondatore e amministratore delegato della casa discografica Motown e fratello maggiore del cantante e rapper Redfoo; sua madre era Margaret Norton. Al fine di evitare accuse di nepotismo, cambiò il suo nome da Kennedy William Gordy a Rockwell.
Il singolo del 1983 Somebody's Watching Me, cantato con gli amici d'infanzia Michael e Jermaine Jackson (fratello di Michael sposato con Hazel, sorella di Rockwell), è stato l'unico ad entrare nelle Top Ten Hit di Stati Uniti e Regno Unito, oltre a raggiungere il primo posto nella R&B.
Rockwell non fu il primo membro della famiglia Gordy ad entrare nella Billboard's Hot 100 come artista. Infatti suo zio Robert Gordy raggiunse la vetta della classifica nel 1958 con Everyone Was There sotto lo pseudonimo Bob Kayli.
La sorellastra di Rockwell è l'attrice Rhonda Ross Kendrick, la figlia maggiore di Diana Ross.

## Discografia

### Album in studio
- 1984 – Somebody's Watching Me
- 1985 – Captured
- 1986 – The Genie

### Singoli
- 1983 – Somebody's Watching Me
- 1984 – Obscene Phone Caller
- 1984 – Knife
- 1984 – Taxman (cover dell'omonima canzone dei Beatles)
- 1985 – He's a Cobra
- 1985 – Peeping Tom
- 1985 – Tokyo
- 1986 – Carmé
- 1986 – Grow Up
- 1991 – Girlfriend